# ダンボールで育った少女
『ダンボールで育った少女』（ダンボールでそだったしょうじょ）は、真田魔里子による日本のレディースコミック作品。

## 概要
- 真田魔里子の代表作。児童虐待（育児放棄）を題材にした内容。
- ぶんか社出版の『ストーリーな女たち』に掲載され[1]、スピンオフとして後に『新・ダンボールで育った少女』が連載された。

## ストーリー
数か月にわたり、家賃を滞納しているアパートの一室。腹に据えかねた大家が押しかけると、段ボールの中から汚物まみれで痩せこけた幼女が出てきた。後日、幼女こと鹿島沙羅の両親は揃って逮捕され、沙羅は児童養護施設「ひまわり養護院」へ入所することになった。しかし、職員たちの手に負えるレベルではなく、初日から不協和音が広がってしまう。新米保母の夏美はその夜、同棲している彼氏とセックスに興じるが、行為の最中ひたすら「親になるとは何か？」と自問自答していた。

## 登場人物
夏美（なつみ）
本作の主人公。23歳の新米保母。彼氏持ち。
茶髪のショートカットが特徴。明るく活発的な性格。体を動かすことや外で遊ぶことが大好き。
鹿島沙羅（かしま さら）
本作のキーパーソン。両親に育児放棄されてきた幼児。
実年齢は5歳だが、2歳ほどの体格しかない。ダンボールに閉じ込められ育ってきたため、排泄の概念というものがなく、いたるところで糞尿を垂れ流しにする。
古川千代（ふるかわ ちよ）
夏美の先輩保母。神経質な性格。
沙羅のことを厄介者扱いしており、夏美らに対する高圧的な態度が目立つ。
薫（かおる）
最年長の女子高生。ドライな性格。
アルコール中毒の父親がいる機能不全家庭で育った過去を持つ。